# The Tor Project
The Tor Project es una organización 501(c)(3) que soporta la generación del software Tor.

## Historia
Fundada en 2006 por Roger Dingledine y Nick Mathewson pero conformada por cientos de voluntarios se encarga del desarrollo del sistema la red Tor, Tor Browser, Orbot, Tor Messenger, Onionoo entre otros.

## Reconocimientos
- 2011 la Free Software Foundation le entregó el premio Projects of Social Benefit[4]
- 2012 la Electronic Frontier Foundation otorgó el EFF Pioneer Award[5]
- 2012 la Foreign Policy en listó en FP Top 100 Global Thinkers
- 2014 en el USENIX Security Symposium recibieron  el USENIX Test of Time Award[6]